# Alain de Benoist

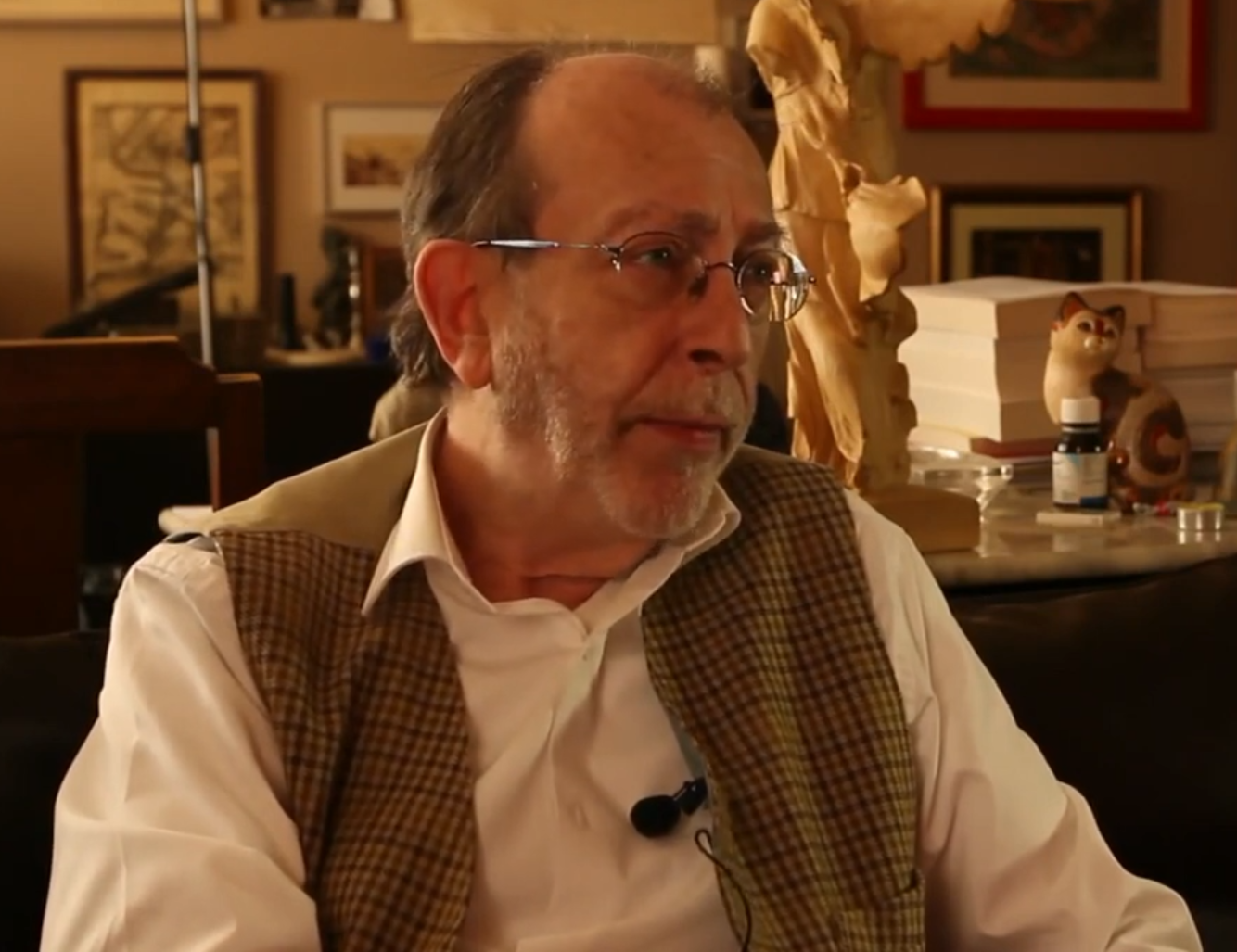
Alain de Benoist (2012)

Alain de Benoist [də bəˈnwɑ] (Pseudonyme unter anderem Fabrice Laroche, James Barney, Robert de Herte; * 11. Dezember 1943 in Saint-Symphorien, Département Indre-et-Loire, heute zu Tours) ist ein französischer Publizist und Philosoph und gilt als maßgeblicher Vordenker der Neuen Rechten.

## Biographie
Alain de Benoist wuchs in Paris auf und besuchte dort das Lycée Montaigne und die Eliteschule Lycée Louis-le-Grand. Er studierte Verfassungsrecht, Philosophie, Soziologie, Moral, Geschichte und Religion an der Sorbonne.
De Benoists politische Karriere begann Ende der 50er Jahre in der rechtsterroristischen Organisation Jeune Nation, die 1958 nach einem Bombenanschlag auf die französische Nationalversammlung verboten wurde. Zusammen mit Dominique Venner und anderen ehemaligen Jeune-Nation-Mitgliedern gründete de Benoist 1960 die militante rechtsextremistische Studentenorganisation Fédération des Étudiants Nationalistes (FEN). Von 1962 bis 1966 war de Benoist Redaktionssekretär der FEN-Zeitschrift Cahiers Universitaires. Während des Algerienkrieges war die FEN bestrebt, neofaschistische Positionen zu modernisieren. De Benoist publizierte zudem in der 1963 von seinem Freund Venner gegründeten Zeitschrift Europe Action.
Zusammen mit Dominique Venner war de Benoist 1968 Mitbegründer des Groupement de Recherche et des Etudes pour la Civilisation Européenne (GRECE), einem laut dem französischen Historiker Pierre Milza neofaschistischen Think Tank, in dem de Benoist eine ideologische Vorreiterrolle einnahm. Über diese Gruppen hinaus versuchte de Benoist seit den 1970er Jahren in ganz Europa für die Ansätze der Nouvelle Droite und der damit verbundenen Modernisierung der neofaschistischen Ideologie zu werben und unterhielt zu vielen Vereinen und Parteien Kontakt.
Einer der Hauptschwerpunkte von GRECE war die Herausgabe der Zeitschriften Nouvelle École und Éléments. Nouvelle École wurde 1968 von de Benoist gegründet. Ab 1973 war er Herausgeber der Zeitschrift Éléments und gehörte später auch zur Redaktion des deutschen Schwesternblattes Elemente. Beide Publikationen bemühen sich um eine Renaissance rechtsgerichteten Denkens und stehen vor allem im Dienste der sogenannten „Metapolitik“, also der „intellektuellen, philosophischen und theoretischen Reflexion“ (de Benoist) im Gegensatz zur direkten politischen Betätigung. Während die Nouvelle École einen eher wissenschaftlich-enzyklopädischen Anspruch hat, der möglichst viele Bereiche abdecken soll, dominiert in den literarischeren Élements die politische Polemik. Zum „Comité de patronage“ der Nouvelle École zählten in den 1970er Jahren unter anderem Armin Mohler, Konrad Lorenz, Arthur Koestler und Jean Cau. 1988 gründete de Benoist eine weitere Zeitschrift, Krisis, die sich verstärkt auf Debatten zwischen Autoren verschiedener politischer Lager konzentriert.

Der Schweizer Publizist Armin Mohler hatte die französische Entwicklung von GRECE und de Benoist beobachtet, in den 1970er Jahren Kontakte geknüpft und unterstützte ihn seit den 1980er Jahren durch Vermittlung von Verbindungen zu Organisationen, Zeitungen und Verlagen. In Kassel wurde 1980 als deutscher Ableger von GRECE das rechtsextreme Thule-Seminar gegründet, das sich 1983 von de Benoist trennte. Daneben wurde de Benoist Beiratsmitglied der von der rechtsextremen Organisation Gesellschaft für biologische Anthropologie, Eugenik und Verhaltensforschung (GfbAEV) herausgegebenen deutschen Zeitschrift Neue Anthropologie (Schriftleiter: Jürgen Rieger).

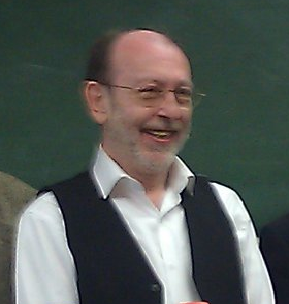
Alain de Benoist (2011)

In Deutschland ist er vor allem als Autor in Zeitungen aus dem rechten Spektrum wie Junge Freiheit und Europa vorn (gegründet 1988), teils auch in rechtsextremen Veröffentlichungen wie Nation und Europa (1951–2009) sowie in dem in Deutschland produzierten englischsprachigen Blatt The Scorpion hervorgetreten. Seine Bücher erschienen zunächst vor allem im rechtsextremen Grabert-Verlag. Seit den 1990er Jahren wurde der Verlag der Wochenzeitung Junge Freiheit zu seinem Hausverlag. Auch wenn er nur selten Bezug auf den Holocaust nimmt, gab er doch 1994 Interviews für das Journal of Historical Review, das von Holocaust-Leugnern herausgegeben wird, ohne sich allerdings explizit der Leugnung anzuschließen. Im Zusammenhang mit rechtsextremen Autoren, denen die Junge Freiheit eine Plattform biete, bezeichnete der Verfassungsschutz ihn als „Chefideologe[n] der französischen ,Neuen Rechten‘“, der in einem Artikel in der Jungen Freiheit „abwertend von der bloßen ,Rhetorik der Menschenrechte‘“ spreche. De Benoists Positionen wurden und werden nur in einem kleinen Teil des deutschen rechten Spektrums diskutiert. Seit der Wiedervereinigung im Jahre 1990 und nach den Terroranschlägen am 11. September 2001 in den USA versucht er jedoch verstärkt politischen Einfluss zu nehmen.
Seit dem Jahr 1992 hat de Benoist regelmäßig Artikel und Interviews in der als Theorieorgan der US-amerikanischen Neuen Linken gegründeten Zeitschrift TELOS veröffentlicht.

## Inhaltliche Positionen

### Neue Rechte und Querfrontstrategie
„Die alte Rechte ist tot – sie hat es wohl verdient“ ist eine typische Aussage von de Benoist. So sind die von ihm initiierten Denkrichtungen unter dem Terminus Nouvelle Droite („Neue Rechte“) bekannt geworden. De Benoists  Denken ist im Laufe der Jahre einigen Wandlungen unterlegen. Bestimmte Themenfelder durchziehen sein Werk jedoch wie ein roter Faden. De Benoists zentrales Leitmotiv ist der Antiegalitarismus, der für ihn die eigentliche Grundlage des Pluralismus ist und den er etwa folgendermaßen definiert:
„Ich nenne hier – aus reiner Konvention – die Haltung rechts, die darin besteht, die Vielgestaltigkeit der Welt und folglich die relativen Ungleichheiten, die ihr notwendiges Ergebnis sind, als ein Gut und die fortschreitende Vereinheitlichung der Welt, die durch den Diskurs der egalitären Ideologie der seit zweitausend Jahren gepredigt und verwirklicht wird, als ein Übel anzusehen.“
Diese Position bedeutet jedoch nicht, dass jede Ungleichheit per se legitim sei:
„Im Gegenteil, es gibt zahlreiche Ungleichheiten, die ganz und gar ungerecht sind. […] Ich billige keinerlei Kastenprivileg. Ich mache die Chancengleichheit zu einer Forderung jeder Sozialpolitik. Ohnehin heißt eine antiegalitäre Lebensauffassung zu vertreten nicht, die oft verabscheuungswürdigen Ungleichheiten verstärken zu wollen […].“
„Ich habe bei unzähligen Anlässen klargestellt, daß ,Differenz‘ keineswegs ein Synonym für ,Ungleichheit‘ ist […], und ich hüte mich davor, Gleichheit (insbesondere die Gleichheit der Bürger) mit Egalitarismus zu verwechseln.“
Den Gegensatz zu dieser Position stellt für de Benoist der Totalitarismus dar, der kein Anders-Sein neben sich duldet. Diesen sieht de Benoist im Kommunismus, Nationalsozialismus (vgl. sein Buch Totalitarismus), aber auch – in subtilerer Form – im Liberalismus am Werk. Die extreme Folge des letzteren sei die Globalisierung, die darauf abziele, die Völker und Kulturen der Welt zugunsten der „Entfesselung der Logik des Kapitals“ zu zerstören, um eine rein an kapitalistischen und konsumistischen Werten aufgebaute Zivilisation zu errichten. Der Kardinalbetreiber dieser Tendenz sind in de Benoists Augen die USA.
„Nicht nur verabscheue ich Diktaturen, Despotismus und jegliche ,autoritäre‘ Regierungsform, ich habe in mehreren Büchern die zeitgenössischen Totalitarismen verurteilt und die demokratischen Grundsätze gegen die Angriffe verteidigt, denen sie ausgesetzt sind. […] Statt einer ,Hegemonie‘ das Wort zu reden, die andere Meinungen zum Schweigen verurteilen würde, haben wir unermüdlich den Pluralismus, die Vielfalt, das Recht auf Differenz, die Basisdemokratie, das Prinzip der Subsidiarität etc. verteidigt, kurz gesagt, alles, was den Bürgern ermöglicht, sich aktiver am öffentlichen Leben zu beteiligen und auf allen Ebenen soviel wie irgend möglich demokratisch selber über die Dinge zu entscheiden, die sie betreffen.“
In einem Gespräch mit dem NPD-Organ Hier & Jetzt betonte de Benoist 2010, er fühle sich in seiner Identität durch den Westen mehr bedroht als durch den Mittleren Osten, und erwähnte „englische Worte, die sich in unsere Sprache einschleichen“. Er sagte: „Unsere Städte erinnern immer stärker an Los Angeles oder New York, nicht an Istanbul oder Tunis.“ Die „größte Bedrohung unserer Identität“ sei „keine andere Identität, sondern der politische Universalismus in allen seinen Formen, der die Volkskulturen und unterschiedlichen Lebensstile“ bedrohe und der sich anschicke, „die Erde in einen homogenen Raum zu verwandeln“.
Ende 2020 zitierte das NPD-Organ Deutsche Stimme de Benoist mit den Worten: „Wenn man Schluss machen will mit den schönen Phrasen, den Gebeten und den Schweigeminuten, den Blumen und Kerzen, muss die Politik aufhören, dem Recht zu unterliegen.“ – für den Journalisten Hans Demmel „die Forderung nach dem Ende des Rechtsstaats“.
Ähnlich der Querfrontstrategie aus der konservativen Revolution der 1920er Jahre greift de Benoists „Metapolitik“ in eklektizistischer Weise auf linke wie rechte Theorien und Denker zurück: „Ich sehe rechts wie links Ideen, die dem entsprechen, was ich denke […]. Die Wörter sind schließlich nicht die Dinge selbst.“
Bedeutsam wurde dabei de Benoists Auseinandersetzung mit dem Marxisten Antonio Gramsci. Eine von Gramscis zentralen Thesen war die Betonung der Rolle der Intellektuellen im Prozess der gesellschaftlichen Bewusstseinstransformation, die die Voraussetzung für die Änderung der politischen Verhältnisse sei. Daran anschließend forderte de Benoist eine „Kulturrevolution von rechts“. Es ging ihm jedoch nach eigener Aussage niemals, wie oft unterstellt wurde, um eine unbedingte „kulturelle Hegemonie“, ein Begriff von Gramsci: „Ich habe niemals irgendeine 'Hegemonie' angestrebt, sondern immer auf der Bedeutung der Unterschiede in allen Bereichen bestanden, also auf der wesentlichen pluralistischen Dimension in jeder freien Gesellschaft.“ (Interview mit Zinnober 4/2004)

### Regionalismus, Differentialismus, Neopaganismus
De Benoist steht dem Prinzip des Regionalismus (der nicht mit Separatismus zu verwechseln sei) nahe und sieht den ethnisch homogenen Nationalstaat historisch für erledigt an: „Deshalb spreche ich mich für einen gemäßigten Multikulturalismus aus, der vom Kommunitarismus inspiriert ist und der zugleich sowohl Assimilation wie Apartheid zurückweist.“ (Interview mit der Jungen Freiheit vom 17. Juli 1998)
Der Losung „Vive la différence“ („Es lebe der Unterschied“') folgend, spricht sich de Benoist sowohl gegen die Assimilation von Einwanderern (d. h. ihre Absorbierung durch die sie aufnehmende Kultur) als auch gegen das Schmelztiegel-Modell nach amerikanischem Vorbild aus. Die Individuen haben für ihn die „Pflicht“, verschieden zu sein, wobei es vor allem die Kollektive ethnischer, religiöser oder kultureller Prägung seien, die die Identität des Einzelnen gewährleisten. Darum lehnt er die liberale Betonung des Individualismus, in dem der „fundamentale Wert […] auf das Individuum gelegt“ wird, als anthropologische Illusion ab und sieht in ihm eine die Gemeinschaften zerstörende Ideologie:
„Im einen Fall ist die Menschheit die Summe aller Individuen, in jedem besonderen menschlichen Wesen gleichermaßen repräsentiert: man ist zunächst 'Mensch' und erst in zweiter Linie, wie zufällig, Angehöriger einer bestimmten Kultur oder eines bestimmten Volkes. Im anderen Fall ist die Menschheit nur die Gesamtheit der Kulturen und Volksgemeinschaften: das Individuum ist lediglich bestimmt durch seine organische Zugehörigkeit zu ihr. […] Der Einzelmensch besteht nach unserer Auffassung nur in Verbindung mit den Gemeinschaften, in die er eingeschlossen ist (und bezüglich deren er sich als Einzelwesen abhebt). Jede individuelle Tätigkeit stellt einen Akt der Teilnahme am Leben eines Volkes dar. Dem Interesse des Einzelnen kommt, „an sich“ keine Wertschätzung zu.“
De Benoist lehnt die Vorstellung der Existenz höherer oder niedrigerer Rassen und Völker ab, betont aber ihre Verschiedenheit. Er bezeichnet diese Position als „differentialistischen Antirassismus“, den er im Gegensatz zum „universalistischen“ Antirassismus stellt, in dem er lediglich die Kehrseite des Rassismus sieht. Während die „universalistische“ Version jegliche Differenz leugnet und von abstrakten Individuen ausgeht, betont die „differentialistische“ Version die konkrete Verbindung der Individuen mit ihren „kollektiven Identitäten“, „stellt sich aber gegen deren hierarchische Einordnung.“
De Benoist vertritt einen Neopaganismus, der eine ursprüngliche, polytheistische, indogermanische Religion beleben will, weil das von ihm so bezeichnete „Judäo-Christentum“ die europäische Religion und Kultur angegriffen habe. Dies sei vor allem dem Monotheismus zu verdanken, in dem de Benoist die Wurzel des Totalitarismus sieht und der einer „vielgestaltigen“, also „polytheistischen“ Welt feindlich gegenüber stehe. Insbesondere der Liberalismus und die westlichen Demokratien seien eingeschränkt durch das „Judäo-Christentum“. De Benoist gilt als einer der Hauptvertreter der rechten Esoterik nach 1945.

### Antiglobalismus, Pazifismus und die Kritik der universalen Menschenrechte
Dem „Aufstand der Kulturen“ entspricht ein relativer Pazifismus z. B. mit der Aktion „Non à la guerre“ („Nein zum Krieg“) von 1999 und danach eine Ablehnung der US-amerikanischen Militärpolitik. Den Angriff auf den Irak 2003 nannte er eine „kriminelle Aggression“. Er gab folgende wütende Erklärung ab:
„Ab diesem Donnerstag, 20. März 2003, 2.32 morgens, ist jeder Akt von Vergeltungsmaßnahmen, gerichtet gegen amerikanische Interessen und auch amerikanische Personen, militärisch, politisch, diplomatisch und administrativ, an welchem Ort, wie weit und breit, mit welchen Mitteln, unter welchen Umständen auch immer, von nun an zugleich legitim und notwendig.“
Er relativierte diese Aussage am 21. März mit den Worten: „Es kam selbstverständlich für mich nicht in Frage den Anschein zu erwecken, terroristische Aktionen zu befürworten, die grundsätzlich immer zu verurteilen sind, besonders jene, die die zivile Bevölkerung treffen.“ Gegen die US-amerikanische Hegemonie, den Motor der Globalisierung, ruft de Benoist zu einem „Aufstand der Kulturen“ auf. Als die herrschende Ideologie der Globalisierung bezeichnet er die von ihm so genannte „Religion der Menschenrechte“: „In Verbindung mit der Expansion der Märkte dient die Rhetorik der Menschenrechte als ideologische Verkleidung der Globalisierung. Vor allem anderen ist sie ein Instrument der Herrschaft und muß als solches begriffen werden.“ De Benoist bestreitet vor allem die Hauptlegitimation der „Menschenrechte“, ihre Universalität:
„Wenn der Begriff der Menschenrechte ein rein westlicher ist, kann kein Zweifel bestehen, daß seine globale Verallgemeinerung eine Einmischung von außen darstellt, eine andere Art der Bekehrung und Beherrschung, eine Fortsetzung also des kolonialen Syndroms.“

## Rezeption
Alain de Benoist ist einer der am heftigsten umstrittenen zeitgenössischen Philosophen. Seine Gegner werfen ihm neofaschistische Tendenzen und mangelnde Berührungsscheu vor rechtsextremen Kreisen vor. De Benoists Unterscheidung zwischen „differentialistischem“ und „universalistischem“ Antirassismus wird abgelehnt. Seine Schriften durchziehe ein latenter Rassismus, auch wenn er selten den Begriff „Rasse“ verwendet (vgl. Rassismus ohne Rassen), sondern in der Regel von „Völkern“ und „Gemeinschaften“ spricht. Er vertrete letztlich ein Prinzip der Rassentrennung. Exemplarisch für diese Kritik sind Richard Herzinger und Hannes Stein, die mit dem Buch Endzeit-Propheten, oder: Die Offensive der Antiwestler (1995) scharfe Kritik an de Benoist üben:
„[…] De Benoist [hofft], seine Ideologie der Rassentrennung vom Faschismusverdacht befreien zu können. […] Hat der Rechte aber wirklich die Seiten gewechselt, ist er zum Laissez-Faire-Kosmopoliten mutiert, dessen Herz für das fröhliche multirassische Miteinander im Stile der United-Colors-of-Benetton-Internationale schlägt? Weit gefehlt. De Benoist formuliert in modifizierter Sprache nichts anderes als die wohlvertraute Volkstumsideologie, die seit der politischen Romantik das Kernstück des konservativen deutschen Antiliberalismus gewesen ist. […] De Benoist versteht es jedoch, sein Programm der ethnischen Aufteilung als ‚konsequenten Antirassismus‘ auszugeben. […] Jede Kultur behält ihre Eigenart und Würde nur so lange, wie sie sich nicht mit fremden Kulturen vermischt. […] Der Fremde bleibt nur ,anders‘ und somit er selbst, wenn er zu Hause bleibt.“ (Richard Herzinger / Hannes Stein: „Endzeitpropheten“, Hamburg 1995, S. 102–104)
In einer Rezension zu de Benoists Buch Abschied vom Wachstum. Für eine Kultur des Maßhaltens (200) schrieb der SPD-Politiker Mathias Brodkorb, de Benoist vertrete in jüngerer Zeit „Positionen, die kaum noch als ‚rechts‘ bezeichnet werden können“. Vielmehr entwickele er eine Weltanschauung des „esoterischen Öko-Sozialismus“. In Deutschland gilt der Politikwissenschafter und neurechte Autor Benedikt Kaiser als Apologet von Alain de Benoist, mit dem er auch bereits zusammen auftrat.

## Bücher (Auswahl)
- Demokratie: Das Problem. Hohenrain, Tübingen 1982, ISBN 3-89180-011-8.
  - überarbeitete und erweiterte Neuausgabe Jungeuropa Verlag, Dresden 2024, ISBN 978-3-948145-32-3.
- Die entscheidenden Jahre. Zur Erkennung des Hauptfeindes. Grabert, Tübingen 1982, ISBN 3-87847-060-6.
- Heide sein zu einem neuen Anfang. Die europäische Glaubensalternative. Grabert, Tübingen 1982, ISBN 3-87847-056-8.
- Aus rechter Sicht. Eine kritische Anthologie zeitgenössischer Ideen. 2 Bde., Grabert, Tübingen 1983/84, ISBN 978-3-87847-065-6 u. ISBN 978-3-87847-074-8.
- Kulturrevolution von rechts. Sinus, Krefeld 1985. Rev. Neuausg. Jungeuropa Verlag, Dresden 2017, ISBN 978-3-9817828-4-4.
- Totalitarismus. Verlag Junge Freiheit, Berlin 2001, ISBN 3-929886-08-1.
- Die Wurzeln des Hasses. Verlag Junge Freiheit, Berlin 2002, ISBN 3-929886-11-1.
- Aufstand der Kulturen. Verlag Junge Freiheit, Berlin 2003, ISBN 3-929886-04-9.
- Die Welt nach dem 11. September. Hohenrain, Tübingen 2003, ISBN 3-89180-065-7.
- Schöne vernetzte Welt – Eine Antwort auf die Globalisierung. Hohenrain, Tübingen 2003, ISBN 3-89180-062-2.
- Die Schlacht um den Irak: die wahren Motive der USA bei ihrem Kampf um Vorherrschaft. Verlag Junge Freiheit, Berlin 2003, ISBN 3-929886-14-6.
- Carl Schmitt. Bibliografie seiner Schriften und Korrespondenzen, Akademie Verlag, Berlin 2003, ISBN 3-05-003839-X.
- Kritik der Menschenrechte. Verlag Junge Freiheit, Berlin 2004, ISBN 3-929886-19-7.
- Carl Schmitt und der Krieg. Edition JF, Berlin 2007, ISBN 978-3-929886-28-3.
- Abschied vom Wachstum. Für eine Kultur des Maßhaltens. Edition JF, Berlin 2009, ISBN 978-3-929886-33-7.
- Am Rande des Abgrunds. Eine Kritik der Herrschaft des Geldes. Edition JF, Berlin 2012, ISBN 978-3-929886-39-9.
- Mein Leben. Wege eines Denkens. Edition JF, Berlin 2014, ISBN 978-3-929886-46-7.
- Gegen den Liberalismus. Die Gesellschaft ist kein Markt. Jungeuropa Verlag, Dresden 2021, ISBN 978-3-948145-13-2.
- Nach dem Wachstum. Texte zur ökologischen Frage. Oikos Verlag, Dresden 2022, ISBN 978-3-910375-00-0.
- Den Westen brechen. Notizen zur Epoche des Globalismus. Jungeuropa Verlag, Dresden 2023, ISBN 978-3-948145-22-4.
- Wir und die anderen. Identität ohne Wunschdenken. Gerhard Hess Verlag, Uhingen 2023, ISBN 978-3-87336-813-2.
- Tiere und Menschen. Der Platz des Menschen in der Natur. Oikos Verlag, Dresden 2024, ISBN 978-3-910375-02-4.

## Aufsätze (Auswahl)
- Welcher Weg führt aus Jalta? Zu Möglichkeiten der Überwindung der Spaltung Europas. In: Deutschland in Geschichte und Gegenwart. Jg. 35, Nr. 1, 1987, S. 1–8.
- Über die Mauer hinweg. Der Mauerabbau kündigt die Heilung Europas an. In: Deutschland in Geschichte und Gegenwart. Jg. 38, Nr. 1, 1990, S. 6.
- What is Sovereignty? In: Telos. Nr. 116, 1999, S. 99–119.
- The first Federalist. Johannes Althusius. In: Telos. Nr. 118, 2000, S. 25–59.
- The 20th Century ended September 11. In: Telos. Nr. 121, 2001, S. 113–134.
- Zur Verharmlosung des Kommunismus. In: Deutschland in Geschichte und Gegenwart. j. 50, Nr. 1, 2002, S. 24–28.
- On the French Right – New and Old. An Interview with Alain de Benoist. In: Telos. Nr. 126, 2003, S. 113–133.
- Schmitt in France. In: Telos. Nr. 126, 2003, S. 133–153.
- Karl Marx und der Warenfetischismus sowie Wertkritik. In: Benedikt Kaiser, Alain de Benoist, Diego Fusaro: Marx von rechts. Jungeuropa Verlag, Dresden 2018, S. 65–78 bzw. S. 79–94.

### Zeitschriftenbeiträge
- Thomas Sheehan: Myth and Violence: The Fascism of Julius Evola and Alain de Benoist. In: Social Research. Nr. 48, 1981, S. 45–73.
- Paul Gottfried: Alain de Benoist's Anti-Americanism. In: Telos. Special Double Issue: The French New Right. New York 1995.
- Roger Griffin: Between metapolitics and apoliteia: the New Right’s strategy for conserving the fascist vision in the ,interregnum‘. In: Modern & Contemporary France. Nr. 8/1, 2000, S. 35–53 (zur Bedeutung von Armin Mohler und Julius Evola für de Benoist).
- Hartwig Schmidt: Der Nichtnazi. Alain de Benoist und das Manifest der Nouvelle Droite. In: Berliner Debatte Initial. 16/2005.
- Michael Böhm: Alain de Benoist, die Nouvelle Droite und das Problem des Extremismus. Eine Replik auf Hartwig Schmidts „Der Nichtnazi“. In: Berliner Debatte Initial. 06/2006.

### Monographien und Buchbeiträge
- Jean Cremet, Felix Krebs, Andreas Speit: Jenseits des Nationalismus. Ideologische Grenzgänger der „Neuen Rechten“. Unrast, Münster 1999, ISBN 3-928300-94-6.
- Roger Griffin: Plus ça change! The fascist pedigree of the Nouvelle Droite. In: Edward Arnold (Hrsg.): The Development of the Radical Right in France. From Boulanger to Le Pen. Palgrave MacMillan, London 2000, ISBN 0-312-23165-2 (books.google.de).
- Thomas Pfeiffer: Die Kultur als Machtfrage. Die Neue Rechte in Deutschland. Studie des NRW-Verfassungsschutzes, 2003 (Online-Text (Memento vom 28. September 2007 im Internet Archive)).
- Anton Maegerle: Autoren des Grabert-Verlags und des Hohenrain-Verlags. Ihre Funktion und ihre Bedeutung in der rechten Szene. In: Martin Finkenberger, Horst Junginger (Hrsg.): Im Dienste der Lügen. Herbert Grabert (1901–1978) und seine Verlage. Alibri, Aschaffenburg 2004, ISBN 3-932710-76-2, S. 155–174, hier S. 155–157.
- Alfred Schobert: Alain de Benoists Vorstellungen von europäischer Identität. In: Alfred Schobert, Siegfried Jäger (Hrsg.): Mythos Identität. Fiktion mit Folgen. Unrast, Münster 2004, ISBN 3-89771-735-2.
- Dieter Stein: L'Allemagne et ses diverses „Nouvelle Droites“. L'influence d' Alain de Benoist à l'est du Rhin. In: Liber Amicorum Alain de Benoist. Les amis d'Alain de Benoist, 2004; deutsch als Deutschland und seine diversen „Neuen Rechten“. Der Einfluß Alain de Benoists östlich des Rheins. In desselben: Phantom „Neue Rechte“. Die Geschichte eines politischen Begriffs und sein Mißbrauch durch den Verfassungsschutz. Edition Junge Freiheit, Berlin 2005, ISBN 3-929886-22-7.
- Michael Böhm: Alain de Benoist und die Nouvelle Droite. Ein Beitrag zur Ideengeschichte im 20. Jahrhundert (= Geschichte. Bd. 86). Mit einem Vorwort von Frank-Lothar Kroll. Lit, Berlin 2008, ISBN 978-3-8258-1711-4.
- Thomas Irmer: Alain de Benoist. In: Wolfgang Benz (Hrsg.): Handbuch des Antisemitismus. Judenfeindschaft in Geschichte und Gegenwart. Bd. 2/1: Personen. de Gruyter/Saur, Berlin 2009, S. 67 f.
- Ines Weber: Die politische Theorie von Alain de Benoist. Tectum-Verlag, Marburg 2011, ISBN 978-3-8288-2639-7.